# Friedrich-Franz Wellingerhof
Friedrich-Franz Wellingerhof (* 18. März 1917 in Rostock; † 7. September 1985 in Schwerin) war Jugendpastor und Superintendent des Kirchenkreises Schwerin.

## Leben
Wellingerhof wurde als Sohn eines Diakons in Rostock geboren und besuchte dort auch die Schule, machte 1936 sein Abitur und studierte Theologie an den Universitäten Rostock und Tübingen. Von 1939 bis 1945 war er Sanitäter an der Ostfront und geriet in Lüneburg in amerikanische Kriegsgefangenschaft.
Nach seiner Entlassung war er 1946 in Hannover Ausbilder für Diakone und Leiter der Schülerarbeit des Stephansstifts. 1946 ging er schwarz über die Grenze in die damalige Sowjetzone und war von 1946 bis 1956 Landesjugendpastor der Evangelisch-Lutherischen Landeskirche Mecklenburgs mit Dienstsitz in Schwerin. In seiner Amtszeit gewann Wellingerhof eine große Zahl junger Gemeindeglieder für den Dienst in der lutherischen Kirche in Mecklenburg. Seine Arbeit war gekennzeichnet durch eine enge Einheit von Evangelisation und handfester, ideenreicher Jugendarbeit. Er förderte demokratische Strukturen in der kirchlichen Jugendarbeit durch die Einrichtung eines Jugendkonvents in der Landeskirche. Die junge Gemeinde war ein von der herrschenden marxistisch-leninistischen SED als feindlich-bedrohlich betrachteter Faktor bei der gesellschaftlichen Entwicklung in der DDR.
Wellingerhof, als Landesjugendpastor kurz „PW“ genannt, hatte eine Begabung für Jugendarbeit, die unter seiner Leitung einen starken Aufschwung erfuhr – mit Landesjugendsonntagen, Rüstzeiten in den Ferien und verkündenden Theatergruppen. Sein erster Landesjugendsonntag 1949 hatte bereits 4.000 Besucher. Die Dorfmissionswochen im Winter waren prägend für jüngere Pastoren.
Wellingerhof wurde 1978 von Schweriner Funktionären der SED als „antisozialistische Kraft“ bezeichnet.
Ab 1956 war Wellingerhof sieben Jahre Gemeindepastor in Gnoien und anschließend zehn Jahre Pastor an St. Paul in Schwerin. Zuletzt war er zehn Jahre lang Landessuperintendent des Kirchenkreises Schwerin als Nachfolger von Friedrich Wilhelm Gasse.